# Immel Abdena
Immel Abdena (Emden, 1385 – Hamburg, 1455) was een Oost-Friese hoofdeling. Hij was evenals zijn vader voor hem proost van Emden. De familie Abdena behoorde eind 14e, begin 15e eeuw, tot een van de machtigste van Oost-Friesland. Hun machtscentrum was de stad Emden.

## Geschiedenis
Immel Abdena was proost van Emden als Fokko Ukena in 1431 plannen smeedde om de stad in handen te krijgen. Fokko spande samen met de Hamburgers en door een list werd Immel gevangengenomen en ontvoerd. Hij werd met een schip naar Hamburg gebracht, waarna een vloot voor Emden verscheen en de stad gewapenderwijs in handen viel van de ontvoerders. Immel stierf na een gevangenschap van 24 jaar te Hamburg.